# Ouragan Bud (2006)
L'ouragan Bud est le 2e cyclone tropical et le premier ouragan de la saison cyclonique 2006 pour le bassin nord-est de l’océan Pacifique. Le nom Bud avait déjà été utilisé en 1978, 1982, 1988, 1994 et 2000.

## Chronologie
Lors de la première semaine de juillet 2006, une perturbation près de la péninsule de Basse-Californie s'est lentement intensifiée. Le 10 juillet, vers 11h00 UTC, on la qualifia de dépression tropicale, soit TD-3-E. Elle s'est formée à plus de 1 200 km au sud de Cabo San Lucas (Mexique). Le 11 juillet, elle fut classée en tant que tempête tropicale. Le National Hurricane Center la désigna sous le nom de Bud.
Le cyclone Bud s'intensifia rapidement, favorisé par l'air instable et calme du secteur. Il développa un œil puis fut désigné, le 11 juillet vers 15h00 UTC, ouragan. Il poursuivit son intensification pour devenir un ouragan majeur tard le 12 juillet. Le 13 juillet, Bud atteignit son intensité maximale de 200 km/h.
Il faiblit rapidement, ayant atteint des eaux plus froides. Perdant ses nuages convectifs, il fut rétrogradé en tempête tropicale le 14 juillet, puis en dépression tropicale le 15 juillet. Le creux qui en résulta se dissipa le même jour.